# Challenger de Ostrava 2021
El torneo Ostrava Challenger 2021 fue un torneo profesional de tenis. Perteneció al ATP Challenger Series 2021. Se disputó en su 18.ª edición sobre superficie tierra batida, en Ostrava, República Checa, entre el 26 de abril y el 2 de mayo de 2021.

## Jugadores participantes del cuadro de individuales
| Favorito | País                      | Jugador             | Rank1 | Posición en el torneo |
| -------- | ------------------------- | ------------------- | ----- | --------------------- |
| 1        | Bandera de Francia        | Grégoire Barrère    | 118   | Segunda ronda         |
| 2        | Bandera de Brasil         | Thiago Seyboth Wild | 124   | Primera ronda         |
| 3        | Bandera de Francia        | Benjamin Bonzi      | 114   | CAMPEÓN               |
| 4        | Bandera de Francia        | Arthur Rinderknech  | 129   | Semifinales, retire   |
| 5        | Bandera de Australia      | Marc Polmans        | 148   | Cuartos de final      |
| 6        | Bandera de Estados Unidos | Maxime Cressy       | 156   | Primera ronda         |
| 7        | Bandera de Chile          | Alejandro Tabilo    | 162   | Segunda ronda         |
| 8        | Bandera de Egipto         | Mohamed Safwat      | 164   | Primera ronda         |

- 1 Se ha tomado en cuenta el ranking del 19 de abril de 2021.

### Otros participantes
Los siguientes jugadores recibieron una invitación (wild card), por lo tanto ingresan directamente al cuadro principal (WC):
- Martin Krumich
- Jiří Lehečka
- Patrik Rikl

Los siguientes jugadores ingresan al cuadro principal tras disputar el cuadro clasificatorio (Q):
- Lukáš Klein
- Lucas Miedler
- Alex Molčan
- Oscar Otte

## Campeones

### Individual Masculino
- Benjamin Bonzi derrotó en la final a  Renzo Olivo, 6–4, 6–4

### Dobles Masculino
- Marc Polmans /  Sergiy Stakhovsky derrotaron en la final a  Andrew Paulson /  Patrik Rikl, 7–6(4), 3–6, [10–7]